# クレイトン・ムーア
クレイトン・ムーア（Clayton Moore、1914年9月14日 - 1999年12月28日）は、アメリカ合衆国の俳優。
西部劇を題材とした架空のヒーロー「ローン・レンジャー」役を1949年から1952年と1953年から1958年の間にテレビと映画で演じて一世を風靡し、シリーズ終了後も公の場でローン・レンジャーを演じ続けた。テレビ時代初期のスターの一人でもある。

## 生涯
クレイトン・ムーア、本名ジャック・カールトン・ムーアは1914年9月14日、シカゴに生まれる。家はシカゴのサウスサイドで不動産のブローカーをしていた。8歳のときにサーカス団に入り、シカゴのスティーブン・K・ヘイト小学校を卒業後はサーカスに専念。1934年にシカゴで開かれた博覧会でブランコの曲芸を披露した。ここでショービジネスの世界に本格的に身を置くこととなり、シカゴとニューヨークのモデル事務所に籍を置いたあと1937年にハリウッドに移り、芸名を「クレイトン・ムーア」とした。クレイトン自身の自伝 "I Was That Masked Man" によると、モデル業界入りとハリウッド行は、ジョン・ロバート・パワーズとエドワード・スモールの働きによるものが大きく、芸名の命名はスモールによるものであった。映画界入りしたクレイトンはコロンビア ピクチャーズとリパブリック・ピクチャーズの西部劇に出演したが、アメリカの第二次世界大戦参戦後は俳優業を休業してアメリカ陸軍航空軍に入り、第1映画部隊に所属。のちのアメリカ合衆国大統領ロナルド・レーガンや『シェーン』（1953年）で人気を呼んだアラン・ラッドらとともに訓練用・教育用映画に出演した。
1949年、クレイトンは怪傑ゾロシリーズの一つ『ゴースト・オブ・ゾロ』で主演のゾロを演じる。このころ、1933年以来『ローン・レンジャー』のラジオ版を手掛けていたプロデューサーのジョージ・W・トレンドルと脚本を担当していたフラン・ストライカーは『ローン・レンジャー』のテレビ版を製作するにあたり、ローン・レンジャー役にふさわしい役を探し求めていたが、最終的に『ゴースト・オブ・ゾロ』でゾロを演じたクレイトンにオファーを出し、クレイトンは承諾した。承諾後、クレイトンは1941年以来ラジオ版でローン・レンジャー役を務めていたブルース・ビーマーのような印象ある深い声を持ち合わせていないことを自覚し、ビーマーのような声を出すようにと録音に耳を傾けたり練習を積み重ねる努力を傾けた。努力の甲斐あって、クレイトンのローン・レンジャーとジェイ・シルヴァーヒールスのトントのコンビは人気を博し、いわゆる3大ネットワークの最後発であるABCにとっても最初の大ヒット作となった。ローン・レンジャーそのものはもちろんのこと、オープニングとエンディングを飾るロッシーニの『ウィリアム・テル序曲』やローン・レンジャーの愛馬シルヴァー、トントが主人公を呼ぶ言葉の「キモサベ」の言葉などはファンに広く愛されることとなった。クレイトンは1957年までの間に1シーズンを除いて169回出演した。出演しなかった1シーズンは1952年9月から1953年9月までで、このシーズンのローン・レンジャーはジョン・ハートが務めていたが、この交代についてはクレイトンは特に説明を受けておらず、また復帰についても同様であった。
クレイトン主演のテレビ版『ローン・レンジャー』は1957年6月に終了したが、クレイトンは以降もテレビや映画以外の公共の場で啓蒙活動の一環としてローン・レンジャーを演じることとなった。およそ20年後、1954年にトレンドルから『ローン・レンジャー』に関する諸権利を取得していたラザー社から、リメイク版『ローン・レンジャー』で主役に起用されるクリントン・スピルスベリーのために公共の場でローン・レンジャーを演じることをやめるよう要請された。しかし、クレイトンは要請を断った。クレイトンは「この国は英雄を必要としている。多くのアメリカ人のために、ローン・レンジャーは常に彼らの英雄であり続けなければならないし、彼らは英雄の失墜など見たくもないだろう」と反論した上で、40万通を超える支援の手紙が届いたことを明らかにした。最終的にはラザー社は訴訟を起こし、1979年にラザー社側の勝訴で裁判は終わった。クレイトンは裁判にこそ負けたもののただでは折れず、裁判以降はマスクの形状にカッティングしたサングラスを着用することでイメージの保持を図った。訴訟の元となったスピルスベリ―版の『ローン・レンジャー』は1981年に公開されたが、興行収入は1100万ドルにとどまり、タイムズ記者ジャネット・マスリンはスピルスベリ―がミスキャストであるという趣旨の批判記事を執筆した。
1980年代はクレイトンにとっては悲しいことが続いた。1980年にトント役を務めたシルヴァーヒールスが亡くなり、1986年には43年間連れ添った妻のシャリー・アレンが亡くなった。一方、1984年にはラザー社が倒産してローン・レンジャーに関する制限は取り払われ、70歳を迎えたクレイトンは再びマスクを身に着けてローン・レンジャーを演じることができるようになった。1987年にはハリウッド・ウォーク・オブ・フェームの星を刻んだが、クレイトンの名前とともにローン・レンジャーの名前も刻まれ、本人の名前のほかに主要な役柄の名前まで刻まれた唯一の星となっている、1990年にはオクラホマシティの国立カウボーイの殿堂入りを果たし、1996年に自伝 "I Was That Masked Man" を執筆。それから3年後の1999年12月、クレイトンはカリフォルニア州カラバサスの自宅で心臓発作を起こしてウェストヒルズの病院に搬送されたが、12月28日に亡くなった。85歳没。クレイトンはグレンデールのフォレスト・ローン記念公園に埋葬されている。
クレイトンは生涯に4度の結婚を行い、最初の妻マリー・ムーアとは1940年に結婚したが1942年に離婚。シャリー・アレンは二番目の妻であり、死別後の1986年にはコニー・ムーアと三度目の結婚をするも1989年に離婚。四番目の妻クラリータ・ムーアとは1992年に結婚し、その結婚生活はクレイトンの死まで続いた。シャリー・アレンとの間に一人娘がいる。

## 主な出演作品
インターネット・ムービー・データベースのデータなどを参考に記述。

### 映画
- Kit Carson  (1940)
- Black Dragons  (1942)
- Perils of Nyoka  (1942)
- Ghost of Zorro  (1949)
- Son of Geronimo: Apache Avenger  (1952)
- The Bandits of Corsica  (1953)
- 『ローン・レンジャー（英語版）』（1956）
- The Lone Ranger and the Lost City of Gold  (1958)

### テレビ
- 『ローン・レンジャー』（1949-1952, 1953-1957）
- 『アメリカン・ヒーロー』第5話「僕はいつの日もTVヒーローに夢中」に、本人役で特別ゲスト出演。ヒーローとしての使命に迷う主人公ラルフ・ヒンクリーに向けて、そのラルフがかつて敬愛していた英雄ローン・レンジャーを演じた彼なりの言葉で、励ましと助言を与える。

### サイト
- “Clayton Moore, the 'Lone Ranger,' dead at 85” (英語). CNN.com.   CNN / Dennis Michael. 2013年7月23日閲覧。
- “Clayton Moore, Television's Lone Ranger And a Persistent Masked Man, Dies at 85” (英語). New York Times.   New York Times / Richard Goldstein. 2013年7月23日閲覧。
- “Clayton Moore, Television's Lone Ranger And a Persistent Masked Man, Dies at 85” (英語). New York Times.   New York Times / Richard Goldstein. 2013年7月23日閲覧。
- “Clayton Moore, TV's 'Lone Ranger,' Dies” (英語). Los Angeles Times.   Los Angeles Times / Stephanie Stassel. 2013年7月23日閲覧。
- “Clayton Moore, TV's 'Lone Ranger,' Dies” (英語). Los Angeles Times.   Los Angeles Times / Stephanie Stassel. 2013年7月23日閲覧。
- Clayton Moore - IMDb（英語）
- "クレイトン・ムーア". Find a Grave. 2013年7月23日閲覧。

### 印刷物
- I Was That Masked Man, by Clayton Moore with Frank Thompson, Taylor Publishing Company, 1996 - ISBN 0-87833-939-6